# Vulkánský pozdrav

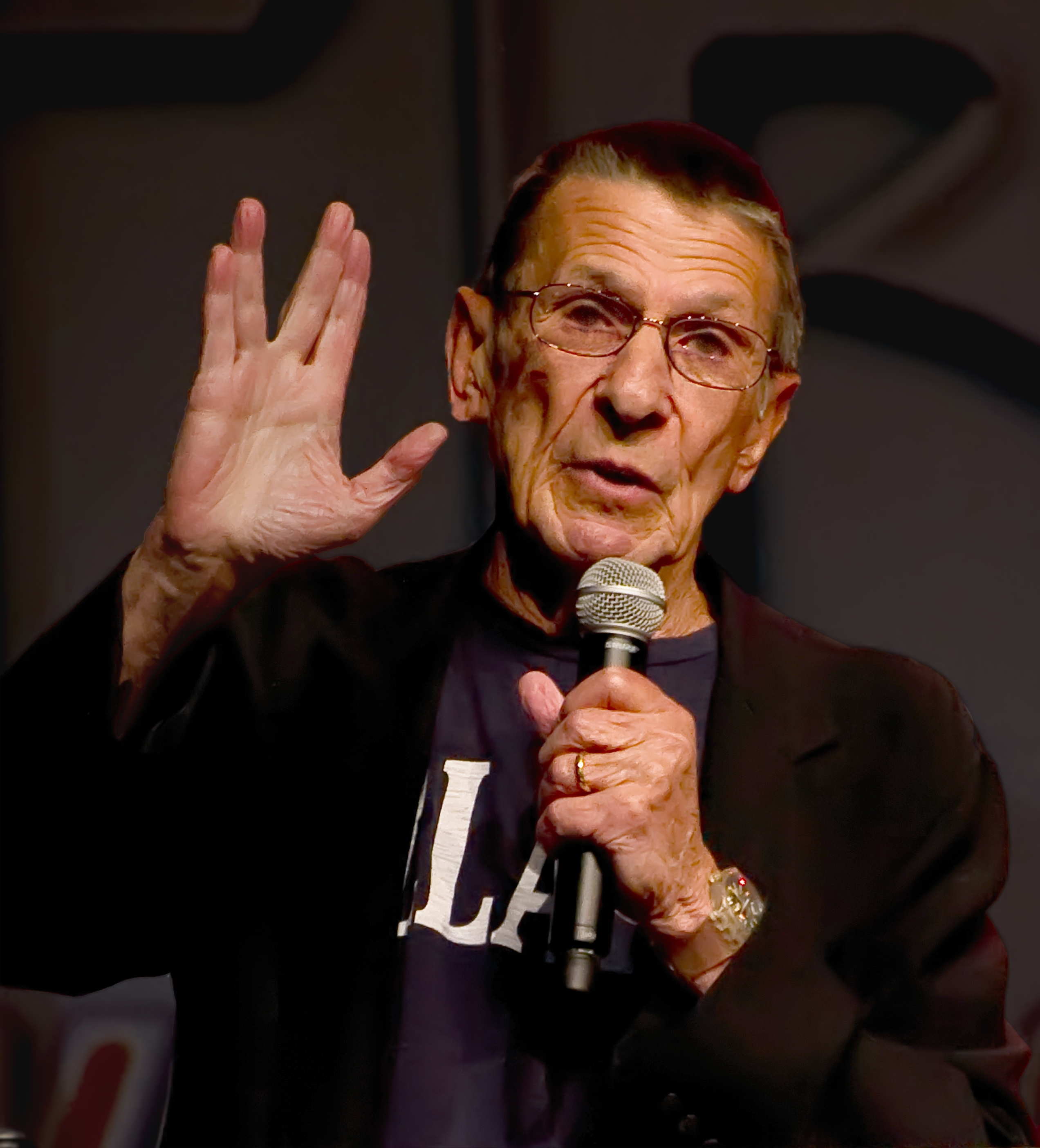
Leonard Nimoy předvádí vulkánský pozdrav na akci Star Trek Convention v Las Vegas v roce 2011

Vulkánský pozdrav je gesto rukou, které zpopularizoval seriál Star Trek ze 60. let 20. století. Tvoří jej zdvižená ruka s dlaní otočenou dopředu, nataženým palcem i prsty, které jsou rozděleny mezi prostředníčkem a prsteníčkem.

## Pozadí
Vulkánský pozdrav vymyslel herec Leonard Nimoy, který v seriálu Star Trek ztvárnil postavu Spocka, jenž je po otci vulkánského a po matce lidského původu. V rozhovoru pro The New York Times roku 1968 popsal toto gesto jako „dvouprstou verzi Churchillova znamení vítězství“. Nimoy v tomto rozhovoru uvedl, že se „rozhodl, že Vulkánci jsou lidé 'orientovaní na ruce'“.
Pozdrav se poprvé objevil v roce 1967 v úvodní epizodě druhé řady Star Treku s názvem „Čas amoku“. Gesto je mimo jiné známé tím, že pro některé lidi je obtížné ho správně provést bez nácviku nebo skrytého přednastavení prstů do správné polohy. Herci v seriálu si údajně museli před zvednutím ruky před kameru rozmístit prsty mimo záběr druhou rukou. Tyto obtíže mohou pramenit z rozdílů v manuální zručnosti jednotlivců. Obtíže při vytváření gesta jsou parodovány ve filmu Star Trek: První kontakt z roku 1996, kdy Zefram Cochrane při prvním setkání s Vulkáncem v lidské historii není schopen gesto opětovat, takže místo toho mu podá ruku.

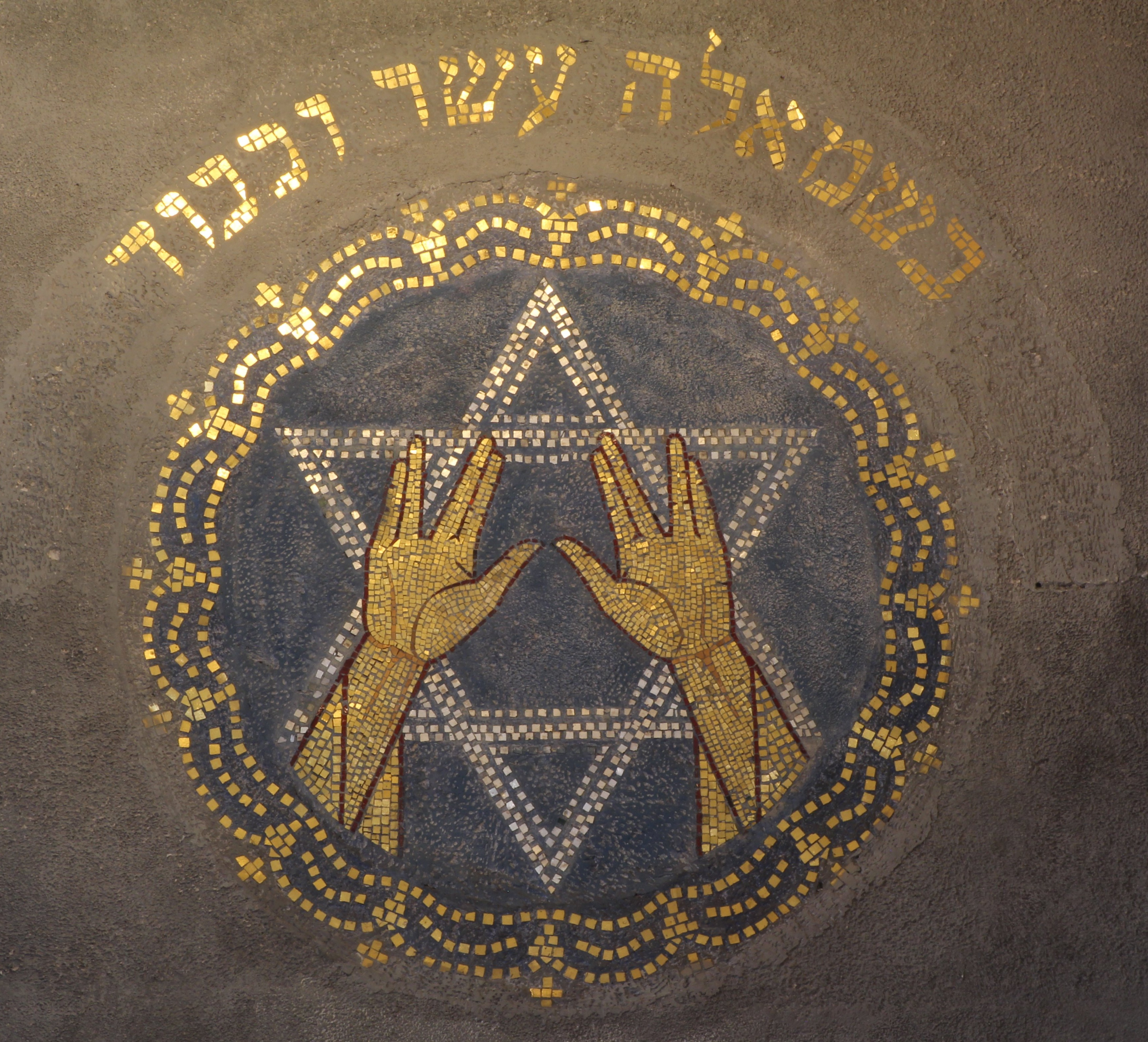
Gesto požehnání, které bylo inspirací pro vulkánský pozdrav

Ve své autobiografii I Am Not Spock z roku 1975 Nimoy, který byl Žid, napsal, že vycházel z kněžského požehnání, které židovští kohanimové provádějí oběma rukama, palec na palec ve stejné poloze, což představuje hebrejské písmeno šin (ש), které má tři tahy nahoru podobné poloze palce a prstů v tomto gestu. Písmeno šin zde znamená El Šaddaj, což znamená „Všemohoucí (Bůh)“, a také Šechina a Šalom. Nimoy napsal, že když byl malý, vzal ho dědeček do ortodoxní synagogy, kde viděl toto požehnání provádět a byl jím ohromen.
Ostatní lidé Nimoye často zdravili vulkánským pozdravem. Pozdrav se stal tak známým, že v červnu 2014 byl jako znak emodži přidán do 7. verze standardu Unicode jako U+1F596 🖖.
Americký prezident Barack Obama se ve svém prohlášení k Nimoyově úmrtí odvolal na vulkánský pozdrav a označil ho za „univerzální znak pro ‚Žijte dlouho a blaze‘“. Následující den zveřejnil astronaut Terry Virts na svém twitterovém účtu fotografii z Mezinárodní vesmírné stanice, na které je vulkánský pozdrav vidět (se Zemí v pozadí), když ISS prolétá nad Bostonem, tedy místem, kde Nimoy vyrůstal.

## „Žijte dlouho a blaze“
Doprovodné mluvené požehnání „žijte dlouho a blaze“ – anglicky „live long and prosper“, ve vulkánském jazyce „dif-tor heh smusma“ (jak bylo vysloveno ve filmu Star Trek: Film z roku 1979) – se také poprvé objevilo v seriálové epizodě „Čas amoku“, jejíž scénář napsal Theodore Sturgeon. Méně známé rčení je „mír a dlouhý život“, i když někdy se říká jako první a jako odpověď se říká „žijte dlouho a blaze“. Tato fráze bývá označována anglickou zkratkou „LLAP“.
Staroegyptské požehnání „ankh wedja seneb“, jehož doslovný překlad je nejistý, používá tři symboly „život“, „prosperita“ a „zdraví“; překládá se jako „nechť žije, prosperuje a je zdravý“.
Nová mezinárodní verze Bible, Deuteronomium 5,33 (5,30 v masoretském textu), obsahuje větu „žij a prospívej“ jako součást Mojžíšova napomenutí hebrejskému lidu před vstupem do Kanaánu; jiné překlady obsahují také pojem dlouhého života.
Ve hře Romeo a Julie Williama Shakespeara z roku 1594 se objevuje věta: „Žij a buď zdráv a sbohem, dobrý příteli“. Tu pronese Romeo ke svému příteli a sluhovi Baltazarovi.
Požehnání „žij a prosperuj“ je připisováno osobnosti organizovaného zločinu 18. století Jonathanu Wildovi v jeho životopise z roku 1725, který napsal „H.D.“, pravděpodobně pseudonym Daniela Defoa.
V románu Trilby od George du Mauriera, vydaném v roce 1894, končí popis studenta umění větou: „Ať žije dlouho a dobře.“
Tuto větu připisuje Stephenu Craneovi Willa Catherová ve své eseji „Když jsem znala Stephena Cranea“, poprvé publikované v roce 1900: „Musíte mít svrbění věci v prstech, a pokud nemáte, – no, máte zatracené štěstí a budete žít dlouho a dobře, to je vše.“

## Fotogalerie

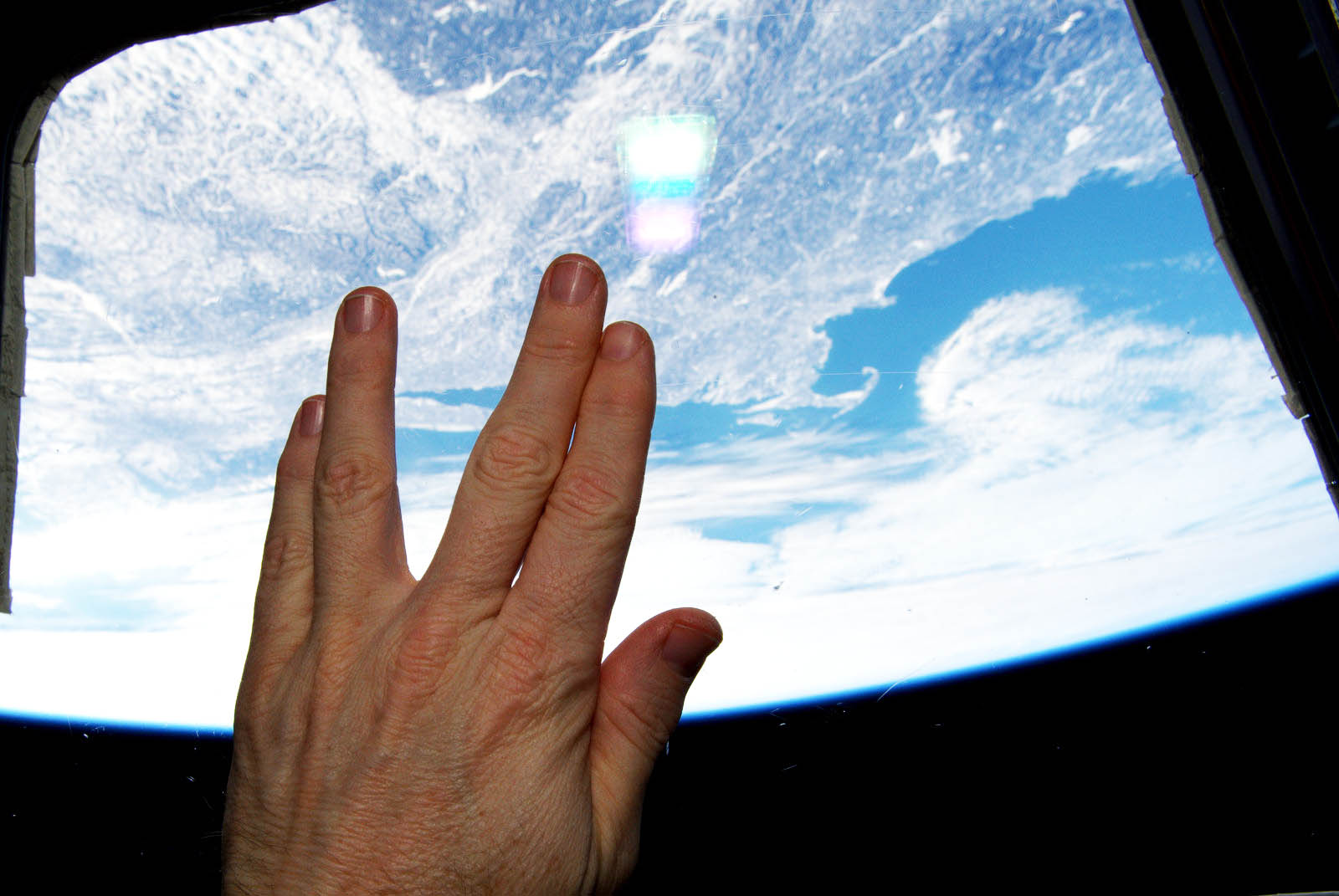
Astronaut NASA Terry Virts provádí vulkánský pozdrav na palubě Mezinárodní vesmírné stanice 27. února 2015, krátce poté, co se dozvěděl o Nimoyově smrti. Nimoyovo rodné město Boston je vidět přímo pod ním.
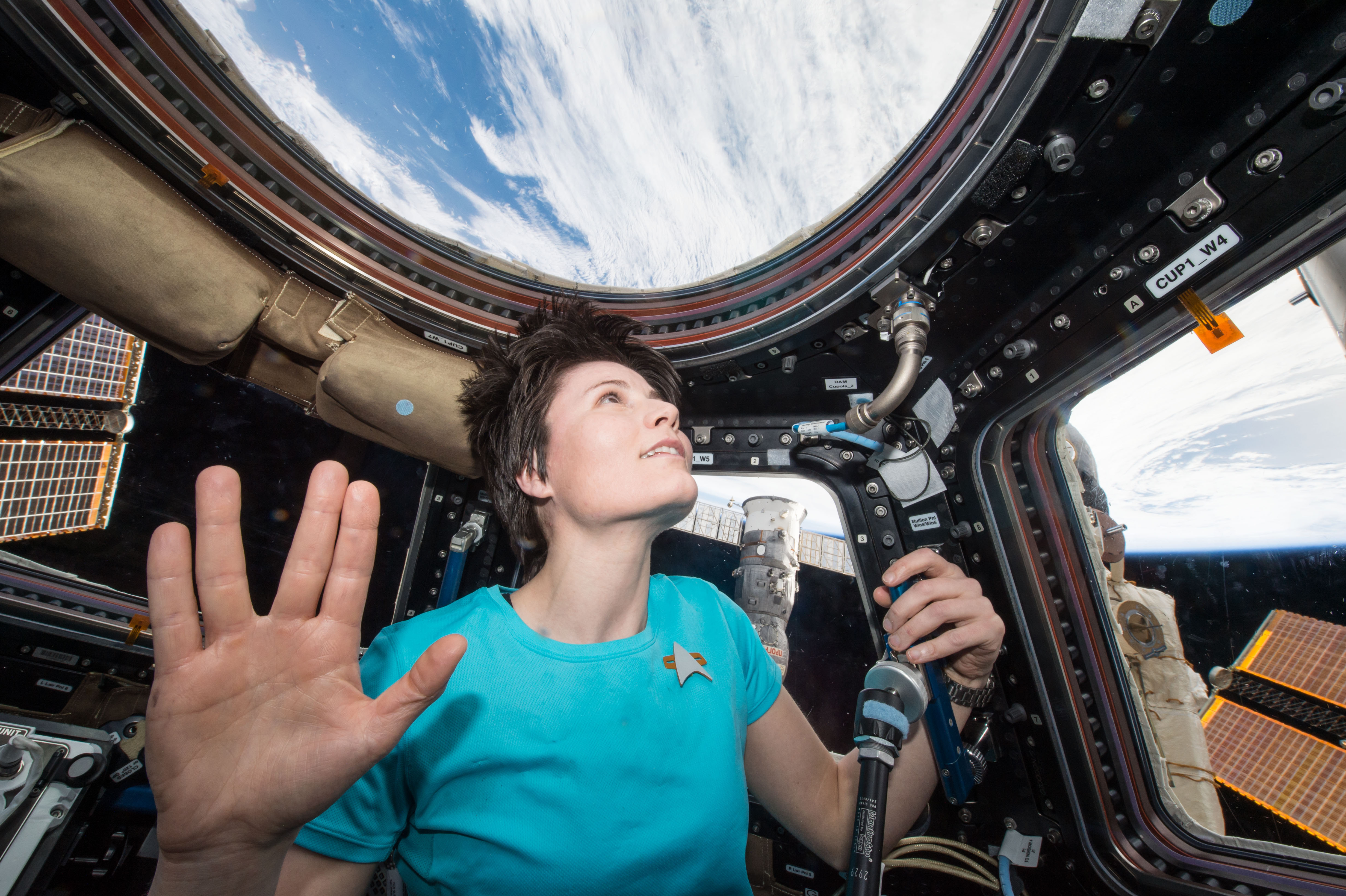
28. února 2015 zveřejnila astronautka Evropské vesmírné agentury Samantha Cristoforettiová na Twitteru tuto fotografii jako poslední pozdrav Leonardu Nimoyovi. Její tričko zdobí znak Hvězdné flotily.
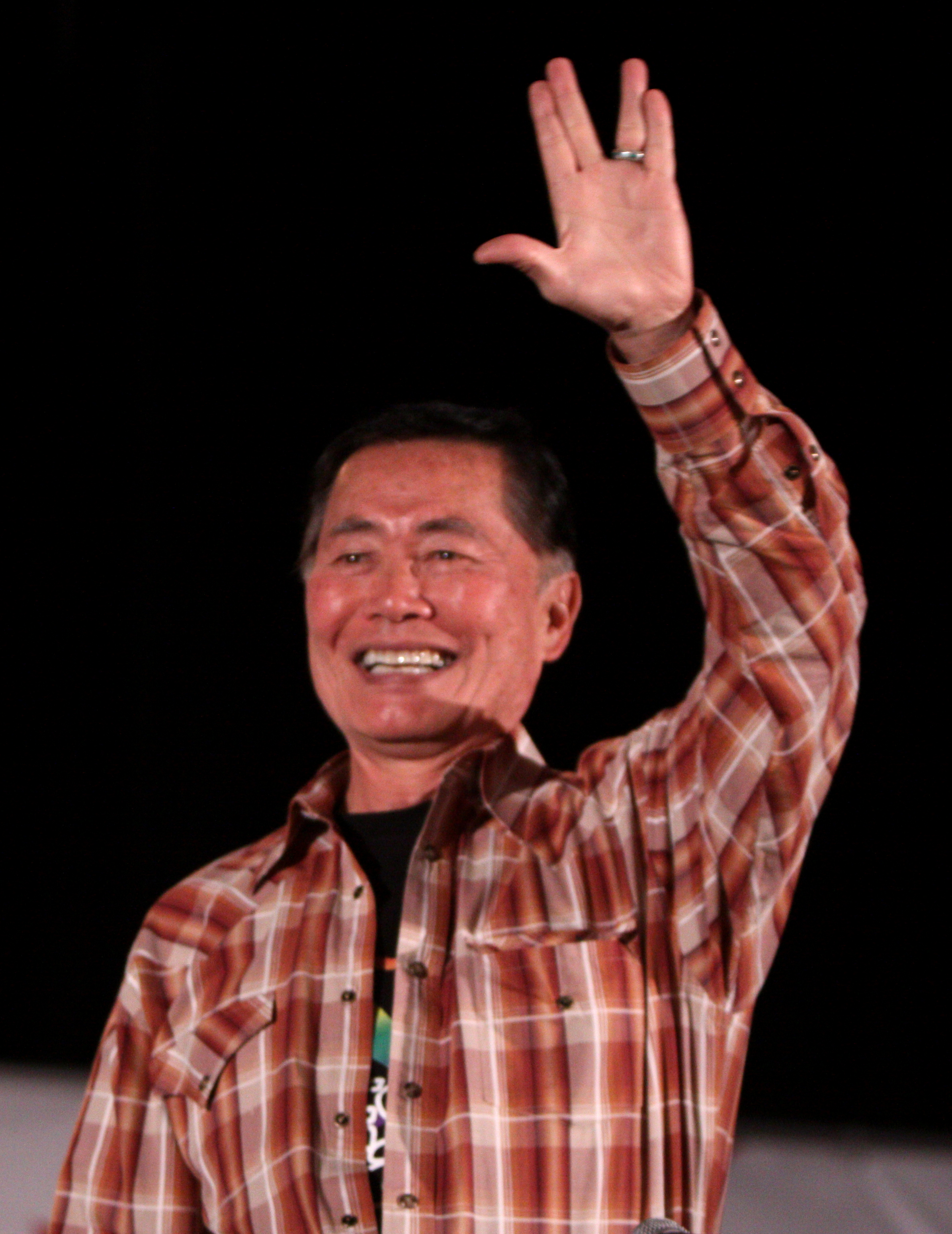
George Takei, Nimoyův kolega, který v seriálu Star Trek ztvárnil postavu Hikaru Sulua, zdraví dav v roce 2011.
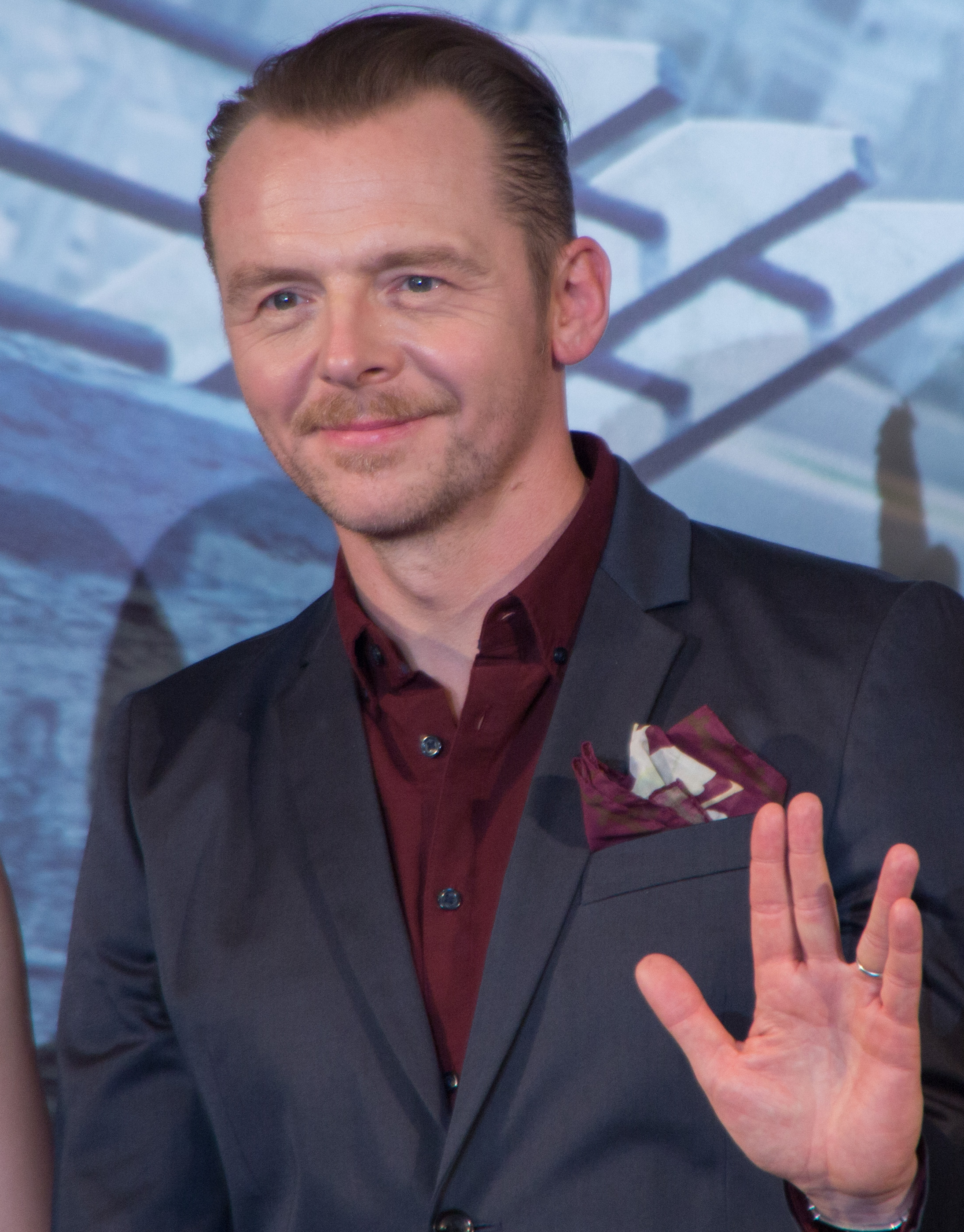
Herec a scenárista filmů Star Trek Simon Pegg při vulkánském pozdravu v roce 2016.